# PSR J0952–0607
PSR J0952–0607 — масивний мілісекундний пульсар у подвійній системі, що розташований на відстані 3 200—5 700 світлових років (970—1 740 пк) від Землі в сузір'ї Секстанта. станом на  2022 рік він є наймасивнішою відомою нейтронною зорею, з масою у 2.35±0.17 разів більшою за масу Сонця, що потенційно близько до верхньої межі маси Толмена–Оппенгеймера–Волкова для нейтронних зірок. Пульсар обертається з частотою 707 Гц (період 1,41 мс), що робить його другим найшвидшим відомим пульсаром і найшвидшим обертовим пульсаром у Чумацькому Шляху.
PSR J0952–0607 був виявлений радіотелескопом Low-Frequency Array (LOFAR) під час пошуку пульсарів у 2016 році. Його класифікують як пульсар «Чорна вдова» — тип пульсара, що має близького орбітального компаньйона субзоряної маси, який руйнується інтенсивними високоенергетичними сонячними вітрами та гамма-випромінюваннями пульсара. Високоенергетичне випромінювання пульсара було виявлено в гамма- та рентгенівському випромінюванні.

## Відкриття
PSR J0952–0607 було вперше ідентифіковано як непов'язане джерело гамма-випромінювання, виявлене протягом перших семи років огляду всього неба космічним гамма-телескопом Фермі з 2008 року. Завдяки оптимальному розташуванню подалі від густозаселеного Галактичного центру та схожості на пульсар пік гамма-випромінювання при 1,4 ГеВ, його вважали мілісекундним пульсаром, кандидатом на подальше спостереження. Пульсар було повторно спостережено та підтверджено радіотелескопом LOFAR у Нідерландах 25 грудня 2016 року, який виявив частоту радіопульсації 707 Гц разом із радіальним прискоренням невидимого подвійного супутника. Подальші спостереження LOFAR проводилися у січні та лютому 2017 року, разом із радіоспостереженнями телескопом Грін-Бенк у Західній Вірджинії у березні 2017 р. Оптичні спостереження 2,54-метрового телескопа Ісаака Ньютона на Ла-Пальма виявили та підтвердили компаньйона пульсара при слабкій видимій величині 23 у січні 2017 року Відкриття було опубліковано в The Astrophysical Journal Letters і оголошено в прес-релізі NASA у вересні 2017 року.

## Відстань і розташування
Відстань PSR J0952–0607 від Землі дуже невизначена.

## Подвійна система
Подвійна система PSR J0952–0607 складається з масивного пульсара та субзоряної маси (< 0.1) компаньйона на близькій орбіті навколо нього. Через таку конфігурацію ця система підпадає під категорію пульсарів чорної вдови, які «поглинають» свого супутника, за аналогією з поведінкою спаровування однойменного павука чорної вдови. Супутник постійно втрачає масу через абляцію інтенсивними сонячними вітрами високої енергії та гамма- випромінюванням від пульсара, який потім нарощує частину втраченого супутником матеріалу на собі.

### Компаньйон
Супутник обертається навколо пульсара на відстані 1,6 млн км з орбітальним періодом 6,42 години. Через те, що він обертається так близько, компаньйон, ймовірно, припливно заблокований та завжди обернений до пульсара однією стороною.  Супутник, не затемнює пульсар, отже його орбіта лежить з нахилом 60° відносно площини, перпендикулярної до лінії зору із Землі.  Орбітальний рух супутника також не модулює пульсації пульсара, що означає кругову орбіту з незначним орбітальним ексцентриситетом.
Компаньйон — це, ймовірно, колишня зоря, яка зменшена до розміру великого газового гіганта або коричневого карлика із теперішньою масою 0.032±0.002 мас Сонця або 34±2 мас Юпітера за даними вимірювань радіальної швидкості. Через інтенсивне опромінення та нагрівання пульсаром-господарем радіус компаньйона роздутий до 80 % його частки Роша. Компаньйон досягає низької щільності, ймовірно, близько 10 г/см3, що робить його чутливим до припливної деформації пульсаром.
Опромінена сторона компаньйона, яка звернена до пульсара, постійно нагрівається до температури 6200 К, тоді як неопромінена півкуля сягає температури 3000 К.  Ця півкульова різниця температур відповідає різниці в світності півкуль, що, у свою чергу, спричиняє значну мінливість видимої яскравості під час обертання компаньйона навколо пульсара. Ця мінливість яскравості продемонстрована на оптичній кривій блиску PSR J0952–0607, яка має амплітуду більше однієї зоряної величини.

## Маса
PSR J0952–0607 має масу 2.35±0.17 мас Сонця, що робить її наймасивнішою нейтронною зірею, відомою станом на  2022 рік .

## Обертання і вік
PSR J0952–0607 обертається з частотою 707 Гц (період 1,41 мс), що робить його другим найшвидшим відомим пульсаром і найшвидшим обертовим пульсаром у Чумацькому Шляху. Якщо стандартний радіус нейтронної зірки дорівнює 10 км, то екватор PSR J0952–0607 обертається з тангенціальною швидкістю понад 44 400 км/с (27 600 миля/с) — приблизно 14 % швидкості світла. Базуючись на 7-річних даних спостережень за гамма- та радіоспостереженнями, оцінюється, що період обертання пульсара сповільнюється зі швидкістю обертання менше ніж 4.6 секунд на секунду, що відповідає характерному віку 4,9 мільярдів років.